# Carlos Schwalb Tola
Carlos Fernando Schwalb Tola (Lima, 7 de noviembre de 1953) - cuentista y ensayista peruano.

## Estudios realizados
Estudió Lingüística y Literatura Hispánica en la Pontificia Universidad Católica del Perú. Es Doctor en Literatura por la Universidad de Emory en Atlanta.

## Obra publicada
- Dobleces, Lima, Editorial Nido de Cuervos, 2000;
- La narrativa totalizadora de José María Arguedas, Julio Ramón Ribeyro y Mario Vargas Llosa, 2001;
- El sentido de los límites, Lima, Renato Sandoval Editor, 2006;[1]
- ¡Están quemando el silencio!, Lima 2011;
- 31 rupturas con lo cotidiano, Lima, Lápix Editores - Biblioteca Abraham Valdelomar, 2015;[2][3]

## Obra publicada en antologías
- En el camino. Nuevos cuentistas peruanos (selección, prólogo y notas de Guillermo Niño de Guzmán), Lima, Instituto Nacional de Cultura, 1986.

## Premios
- Cuento de las 1000 palabras 1985;
- Premio Copé de cuento 1996;